# Karen Brancourt
Karen Patricia Brancourt, née le 15 mars 1962, est une rameuse d'aviron australienne. 

## Carrière
Karen Brancourt a participé aux Jeux olympiques de 1984 à Los Angeles. Elle a remporté la médaille de bronze  avec le quatre barré australien composé de Susan Chapman, Susan Lee, Margot Foster et Robyn Grey-Gardner. 